# Ophiomyia chancayana
Ophiomyia chancayana este o specie de muște din genul Ophiomyia, familia Agromyzidae, descrisă de Mitsuhiro Sasakawa în anul 1992.
Este endemică în Peru. Conform Catalogue of Life specia Ophiomyia chancayana nu are subspecii cunoscute.